# 2010년 동계 올림픽 산마리노 선수단
2010년 동계 올림픽 산마리노 선수단은 캐나다 밴쿠버에서 개최된 2010년 동계 올림픽에 참가한 올림픽 산마리노 선수단이다.
총 한 명의 선수가 알파인스키 한 종목에 출전하였으며, 저조한 성적에 그쳤다.

## 알파인 스키
이번 대회에서 산마리노는 알파인스키 한 종목에 선수 한 명의 출전권을 부여받았다. 지난 대회 알파인스키 종목에 출전하였던 마리노 카르델리가 두번째로 도전하였으나, 80위로 경기를 마쳤다.
| 선수            | 종목        | 1차시기 | 2차시기 | 결과    | 결과 |
| 선수            | 종목        | 기록    | 기록    | 기록    | 순위 |
| --------------- | ----------- | ------- | ------- | ------- | ---- |
| 마리노 카르델리 | 남자 대회전 | 1:40.88 | 1:44.88 | 3:25.76 | 80   |

## 사진

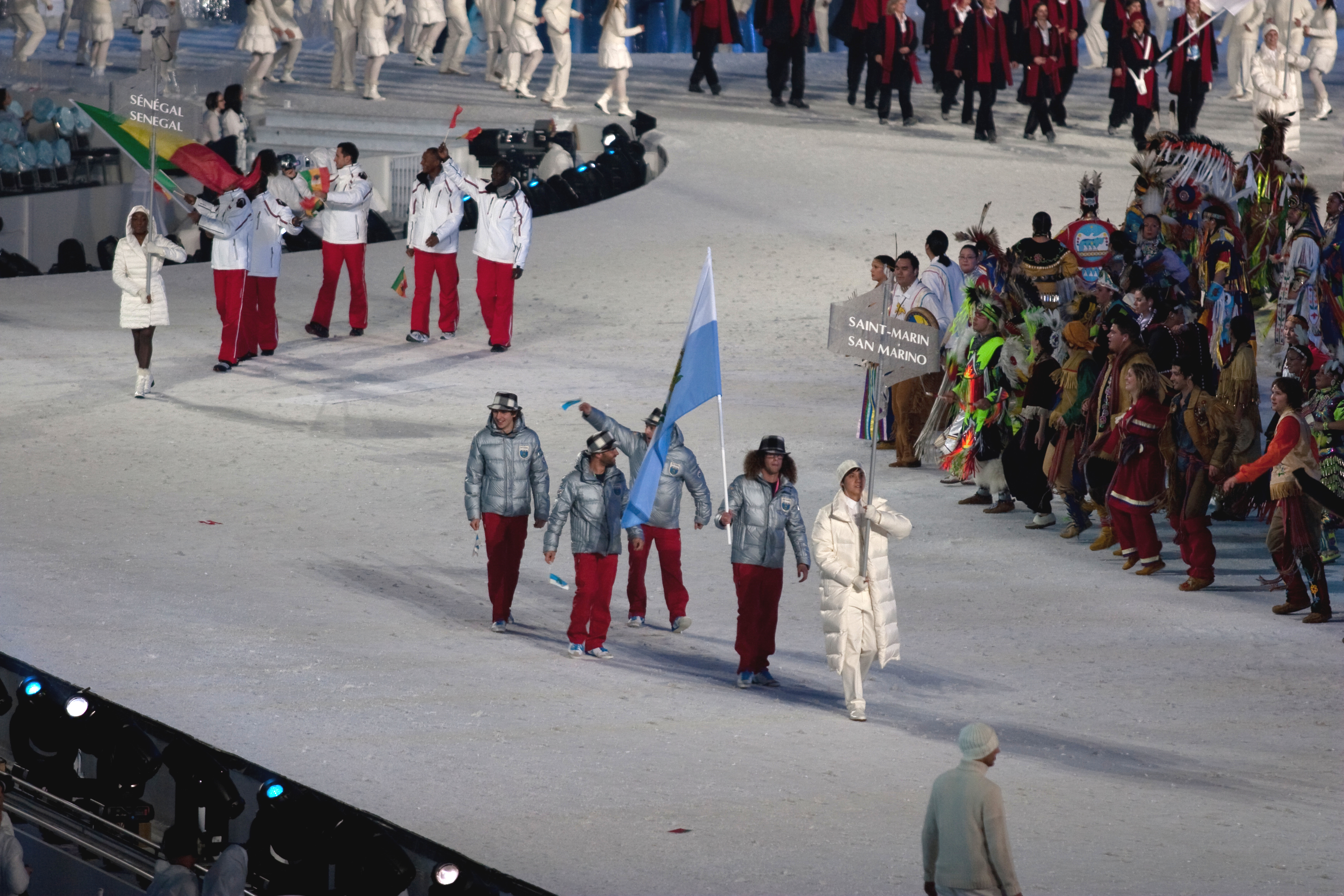
개막식 당시 산마리노 선수단의 입장 모습